# Nazionale di atletica leggera di Barbados
La nazionale di atletica leggera di Barbados è la rappresentativa di Barbados nelle competizioni internazionali di atletica leggera riservate alle selezioni nazionali.

## Bilancio nelle competizioni internazionali
La nazionale barbadiana di atletica leggera vanta 13 partecipazioni ai Giochi olimpici estivi su 29 edizioni disputate.
L'unica medaglia olimpica conquistata da un atleta barbadiano è il bronzo vinto da Obadele Thompson nei 100 metri piani ai Giochi olimpici di Sydney 2000.
Anche ai Mondiali Barbados può annoverare un'unica medaglia, anche se di metallo più pregiato, grazie all'oro conquistato da Ryan Brathwaite nei 110 metri ostacoli a Berlino 2009.